# Walter Wink

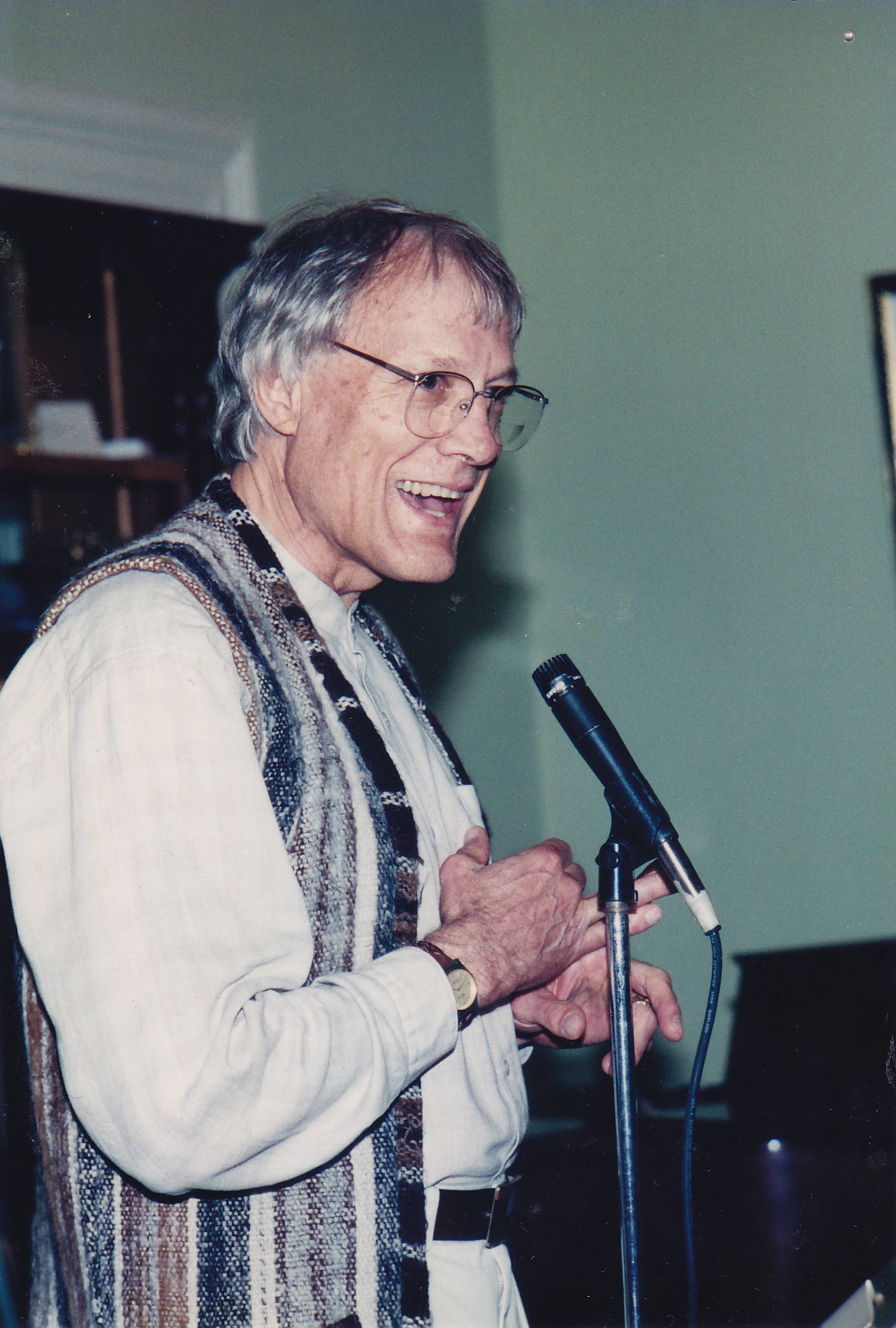
El teólogo Walter Wink

Walter Wink (Dallas, Texas, 21 de mayo de 1935-Berkshire Mountains, Massachusetts, 10 de mayo de 2012) fue un biblista, teólogo y activista estadounidense, figura importante del cristianismo progresista y teología liberal. Pasó gran parte de su carrera enseñando en el Seminario Teológico de Auburn de la ciudad de Nueva York. Fue muy conocido por su defensa del trabajo relacionado con la resistencia no violenta y sus obras seminales sobre "Los poderes": Naming the Powers (1984), Unmasking the Powers (1986), Engaging the Powers (1992), When the Powers Fall (1998), y The Powers that Be (1999).

## Biografía
Wink obtuvo un bachillerato en artes de la Universidad Metodista del Sur en 1956, especializándose en historia y un poco menos en filosofía e inglés. Completó su magister divinitatis en 1959 y su doctorado en filosofía en 1963, ambos en el Seminario Teológico de la Unión en Nueva York. Ordenado como ministro metodista en 1961, sirvió como pastor de la Primera Iglesia Metodista Unida en Hitchcock (Texas) de 1962 a 1967. Luego regresó al Seminario de la Unión primero como Profesor Asistente y luego como Asociado de Nuevo Testamento de 1967 a 1976. Tras serle negado el contrato en la Unión, comenzó a enseñar en el Seminario teológico de Auburn (Nueva York), permaneciendo allí hasta su muerte, ocurrida cuando ya era profesor emérito. Su materia en la facultad era la exégesis bíblica. De 1989 a 1990 fue "Peace Fellow" en el Instituto de la Paz de los Estados Unidos.
Fue conocido por su trabajo sobre las estructuras de poder, sus comentarios sobre asuntos políticos y culturales de actualidad y sus contribuciones al discurso sobre la homosexualidad y la religión, el pacifismo, la relación entre la psicología y los estudios bíblicos y la investigación relacionada con el Jesús histórico. Neal Stephenson compara algunas de las ideas de Wink con "una epidemiología de los trastornos del poder", una fenomenología de la opresión. De hecho, acuñó el concepto de "mito de la violencia redentora" y fue uno de los creadores del concepto de maldad estructural que tanto influjo ejerció sobre la teología de la liberación. Philip Yancey hace numerosas referencias a Wink en sus trabajos. Participó activamente en movimientos a favor de los derechos civiles y la lucha contra el apartheid en Sudáfrica. Él creía en que la postura de Cristo ante la violencia no era ni la pasividad ni la violencia, sino la resistencia no violenta. Según él, 
Jesús no condena la ambición o la aspiración; más bien cambia los valores a los que están vinculados: «El que quiera ser el primero deberá ser el último y el servidor de todos». Jesús no rechaza el poder, sino solo cuando se le usa para dominar a otros. Jesús no rechaza la grandeza, sino que la encuentra en la identificación y solidaridad con el necesitado… Jesús no renuncia al heroísmo, sino que lo expresa al renunciar a los poderes de la muerte y al confrontar, desarmado, al inamovible poder de las autoridades.
Una de los grandes vías que Wink tuvo para enseñar fue su liderazgo en talleres y retiros de la iglesia y en otros grupos por medio de su método de estudio de la Biblia (The Bible in Human Transformation, 1973 / "La Biblia en la Transformación Humana", 1973), e incorporando meditación, obras de arte y movimiento. Estos talleres fueron presentados frecuentemente junto a su esposa June Keener-Wink, bailarina y alfarera. Uno de los hijos de Walter Wink, Chris Wink, es conocido como miembro fundador del Blue Man Group.

## Obras (incompleto)
- John the Baptist in the Gospel Tradition, Cambridge Univ. Press, 1968.
- The Bible in Human Transformation, Philadelphia: Fortress Press, 1973.
- The Powers Trilogy:
  - Naming the Powers: The Language of Power in the New Testament, Philadelphia: Fortress Press, 1984. ISBN 0-8006-1786-X
  - Unmasking the Powers: The Invisible Forces That Determine Human Existence, Philadelphia: Fortress Press, 1986. ISBN 0-8006-1902-1
  - Engaging the Powers: Discernment and Resistance in a World of Domination, Minneapolis: Fortress Press, 1992. ISBN 0-8006-2646-X
- Violence and Nonviolence in South Africa, Philadelphia: New Society Publishers, 1987.
- Transforming Bible Study, second edition, Nashville: Abingdon, 1990.
- Proclamation 5: Holy Week, Year B, Minneapolis: Fortress Press, 1993.
- Cracking the Gnostic Code: The Powers in Gnosticism, (Society of Biblical Literature Monograph Series), Atlanta: Scholars Press, 1993. ISBN 1-55540-860-5
- When the Powers Fall: Reconciliation in the Healing of Nations, Minneapolis: Fortress Press, 1998. ISBN 0-8006-3127-7; Swedish edition: Healing a Nation's Wounds: Reconciliation on the Road to Democracy (Uppsala, Sweden: Life and Peace Institute, 1997)
- The Powers That Be:Theology for a New Millennium, New York: Doubleday, 1999. ISBN 0-385-48752-5
- Homosexuality and Christian Faith: Questions of Conscience for the Churches (editor), Minneapolis: Fortress Press, 1999. ISBN 0-8006-3186-2
- Peace Is The Way: Writings on Nonviolence from the Fellowship of Reconciliation., (editor), Orbis Books, 2000. ISBN 1-57075-315-6
- John the Baptist in the Gospel Tradition, Wipf & Stock Publishers, 2001. ISBN 1-57910-529-7
- The Human Being: Jesus and the Enigma of the Son of the Man, Fortress Press, 2001. ISBN 0-8006-3262-1
- Jesus and Nonviolence: A Third Way, Augsburg Fortress, 2003. ISBN 0-8006-3609-0
- The System Belongs to God DVD, UMCom Productions, http://secure.umcom.org/Store/the-system-belongs-to-god.